# (275106) Sarahdubeyjames
(275106) Sarahdubeyjames – planetoida pasa głównego. Została odkryta 14 listopada 2009 roku przez N. Fallę. (275106) Sarahdubeyjames okrąża Słońce w ciągu 5 lat i 146 dni w średniej odległości 3,07 j.a.
Nazwa planetoidy pochodzi od nazwiska drugiej córki odkrywcy Sarahy Dubey James.
Planetoida ta nosiła wcześniej tymczasowe oznaczenie 2009 VP42.